# Онацки (Полтавская область)
Она́цки (укр. Онацьки) — село,
Водянобалковский сельский совет,
Диканьский район,
Полтавская область,
Украина.
Код КОАТУУ — 5321082607. Население по переписи 2001 года составляло 48 человек.

## Географическое положение
Село Онацки находится на правом берегу реки Средняя Говтва,
выше по течению примыкает село Водяная Балка,
ниже по течению на расстоянии в 0,5 км расположено село Харпакова Балка.